# Треньяк
Треньяк (фр. Treignac, окс. Trainhac) — коммуна во Франции, находится в регионе Лимузен. Департамент — Коррез. Административный центр кантона Треньяк. Округ коммуны — Тюль.
Код INSEE коммуны — 19269.
Коммуна расположена приблизительно в 380 км к югу от Парижа, в 55 км юго-восточнее Лиможа, в 31 км к северу от Тюля.

## Население
Население коммуны на 2008 год составляло 1390 человек.
| 1962 | 1968 | 1975 | 1982 | 1990 | 1999 | 2008 |
| ---- | ---- | ---- | ---- | ---- | ---- | ---- |
| 1795 | 1826 | 1866 | 1690 | 1520 | 1418 | 1390 |

## Администрация
| Период | Период | Фамилия       | Партия | Примечания |
| ------ | ------ | ------------- | ------ | ---------- |
| 1959   | 1989   | Поль Пулу     |        |            |
| 1989   | 1995   | Ги Мерль      |        |            |
| 1995   | 2001   | Жорж Борд     |        |            |
| 2001   |        | Жан-Поль Наво |        |            |

## Экономика
В 2007 году среди 686 человек в трудоспособном возрасте (15-64 лет) 491 были экономически активными, 195 — неактивными (показатель активности — 71,6 %, в 1999 году было 64,6 %). Из 491 активных работали 456 человек (252 мужчины и 204 женщины), безработных было 35 (17 мужчин и 18 женщин). Среди 195 неактивных 43 человека были учениками или студентами, 109 — пенсионерами, 43 были неактивными по другим причинам.

## Города-побратимы
- Нойендеттельзау (Германия)

## Фотогалерея

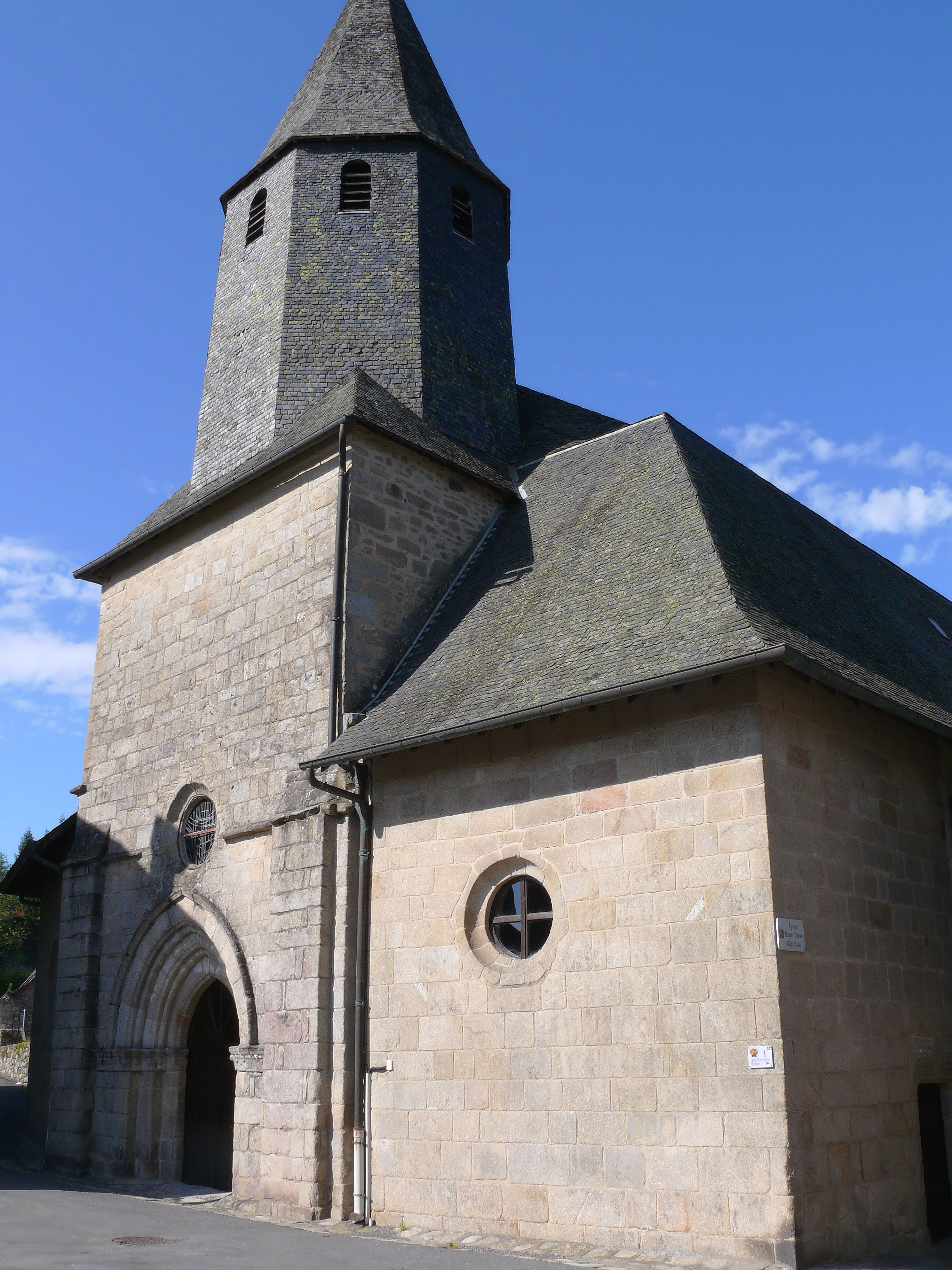
Церковь Нотр-Дам-де-Бан
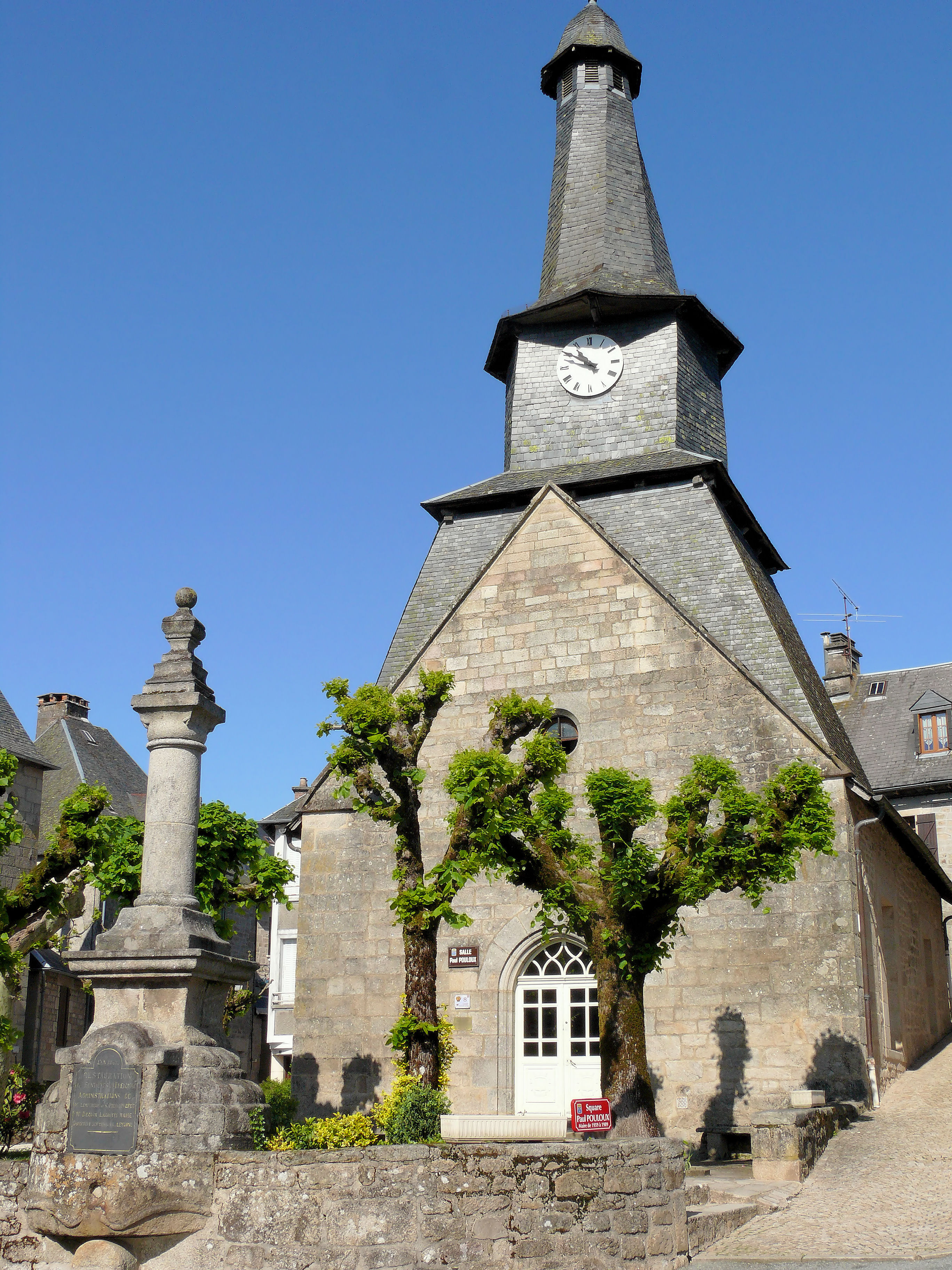
Часовня Нотр-Дам-де-ла-Пе
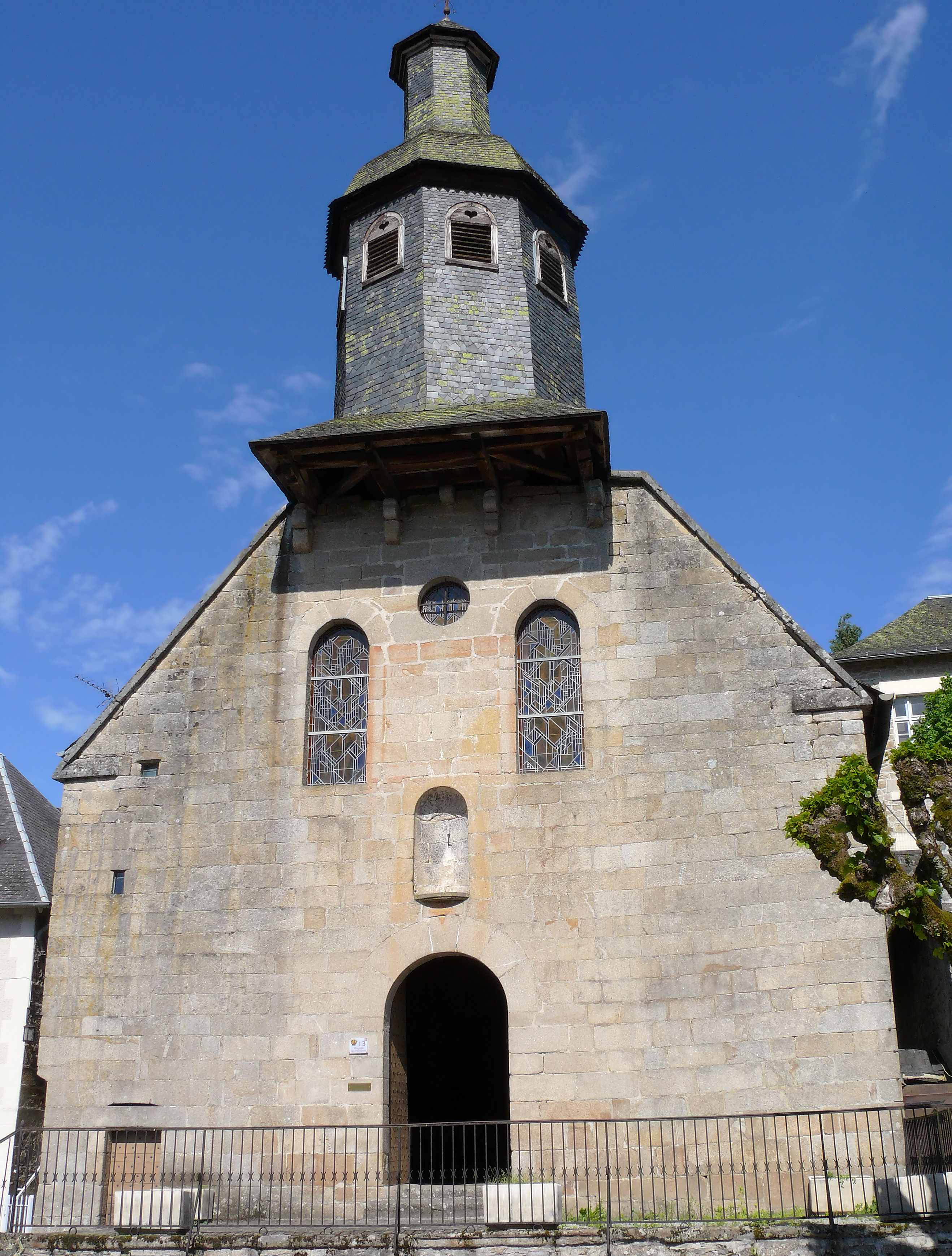
Часовня Пенитан
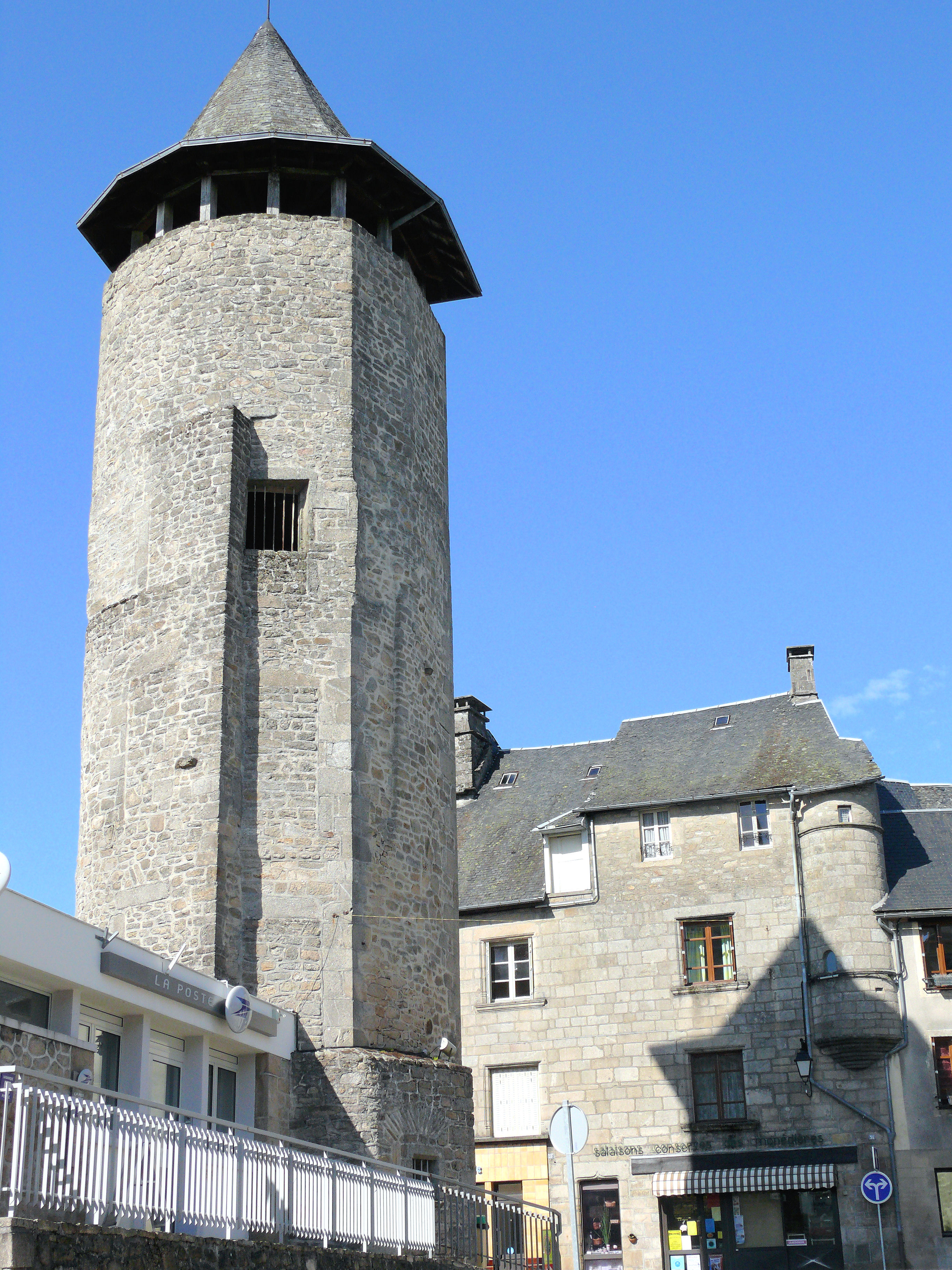
Башня